# Greg Rogers
 (novembre 2023).
Si vous disposez d'ouvrages ou d'articles de référence ou si vous connaissez des sites web de qualité traitant du thème abordé ici, merci de compléter l'article en donnant les références utiles à sa vérifiabilité et en les liant à la section « Notes et références ».
Gregory Rogers, né le 14 août 1948, est un ancien nageur australien des années 1960 et 1970 spécialisé en nage libre.
Il a notamment remporté une médaille d'argent dans le relais 4 × 200 m nage libre avec Graham White, Bob Windle et Michael Wenden, ainsi qu'une médaille de bronze dans le relais 4 × 100 m nage libre avec Robert Cusack, Bob Windle et Michael Wenden, toutes deux aux Jeux olympiques d'été de 1968 à Mexico.